# Maria ungdom
Maria Ungdom är en akutmottagning i Stockholm för personer under 20 år som har eller riskerar hamna i ett drog/alkoholmissbruk.   
Mottagningen är öppen dygnet runt för akutbesök.  
Maria Ungdom är en enhet som ingår under Region Stockholm.  
Maria Ungdom ligger på Sankt Görans sjukhusområde på Kungsholmen. 
Till verksamheten finns knutna ett antal öppenvårdsmottagningar, så kallade "Mini-Marior", i länets kommuner .

## Namnet
Maria Ungdomsmottagning kom till på 1960-talet. Ursprungligen låg Maria Ungdom tillsammans med "Mariapol" (för vuxna) i gamla Maria sjukhus på Södermalm, därav namnet. Det var en unik och progressiv verksamhet, där sjukvårdspersonal, anställda av landstinget, arbetade sida vid sida med socialarbetare, anställda i kommunen. Man samarbetade mycket med Hasselakollektivet i Hälsingland, där många ungdomar placerades.